# Cyrtodactylus soba
Cyrtodactylus soba är en ödleart som beskrevs av  Sudesh Batuwita och BAHIR 2005. Cyrtodactylus soba ingår i släktet Cyrtodactylus och familjen geckoödlor. Inga underarter finns listade i Catalogue of Life.